# (22644) Matejbel
(22644) Matejbel (1998 OZ4) – planetoida z pasa głównego asteroid okrążająca Słońce w ciągu 5,55 lat w średniej odległości 3,13 j.a. Odkryta 27 lipca 1998 roku.